# Ctenobrycon hauxwellianus
Ctenobrycon hauxwellianus är en fiskart som först beskrevs av Cope, 1870.  Ctenobrycon hauxwellianus ingår i släktet Ctenobrycon och familjen Characidae. Inga underarter finns listade i Catalogue of Life.